# Primera División Uruguaya 1935
Il campionato era formato da dieci squadre e il Peñarol vinse il titolo. Non vi furono retrocessioni.

## Classifica finale
| Pos. | Squadra              | G  | V  | N | P  | GF | GS | Punti |
| ---- | -------------------- | -- | -- | - | -- | -- | -- | ----- |
| 1    | Peñarol              | 18 | 15 | 1 | 2  | 36 | 9  | 31    |
| 2    | Nacional             | 18 | 14 | 1 | 3  | 36 | 11 | 29    |
| 3    | Montevideo Wanderers | 18 | 10 | 5 | 3  | 30 | 20 | 25    |
| 4    | Rampla Juniors       | 18 | 8  | 2 | 8  | 32 | 25 | 18    |
| 5    | Defensor             | 18 | 8  | 2 | 8  | 31 | 29 | 18    |
| 6    | River Plate          | 18 | 7  | 3 | 8  | 30 | 34 | 17    |
| 7    | Sud América          | 18 | 6  | 5 | 7  | 19 | 28 | 17    |
| 8    | Central              | 18 | 4  | 4 | 10 | 17 | 29 | 12    |
| 9    | Racing Montevideo    | 18 | 3  | 2 | 13 | 21 | 34 | 8     |
| 10   | Bella Vista          | 18 | 2  | 1 | 15 | 22 | 55 | 5     |

G = Partite giocate; V = Vittorie; N = Nulle/Pareggi; P = Perse; GF = Goal fatti; GS = Goal subiti; 

## Classifica marcatori
| Gol |  |  | Giocatore       | Squadra  |
| --- |  |  | --------------- | -------- |
| 12  |  |  | Antonio Cataldo | Defensor |